# Évforduló keringő
Az Évforduló keringő Juventino Rosas, a nagyon fiatalon elhunyt mexikói zeneszerző legismertebb műve. A cím a magyar fordításból származik, a keringő eredeti címe Sobre las olas (A hullámok fölött). Néha magyarul is előadják ezzel a szöveggel.
A mű keletkezésének pontos ideje nem ismert, csak az, hogy 1888-ban jelent meg először.
Magyar feldolgozás:
| Szerző           | Mire           | Mű                                        |
| ---------------- | -------------- | ----------------------------------------- |
| Ludvig József    | tangóharmonika | Kicsiny falu, ott születtem én, 22. oldal |
| Express Együttes |                | Ó, ó, egy kis csók (1967)                 |

## Kotta és dallam
A kotta az eredeti változat, bár a 25–31. ütemet a hangterjedelem miatt minden előadó megváltoztatott dallammal énekli. Az utolsó három ütem viszont a magyar szöveghez igazodik, és elhagytuk a Fine előtti és utáni rész ismétlését is, ahogy a legtöbb magyar előadó énekli.
| Majd éjfél felé Vedd fel édes a legszebb ruhád, És szíved fölé Legyen kitűzve egy szál virág. Úgy add majd a szád, Legyen forróbb, mint máskor a csók, Mert gondold csak át: Ez a legelső évfordulónk! | Ne hívjunk vendégeket, Legyen csendes a mi ünnepünk! Mulatni így is lehet, És ma jobb, ha csak ketten leszünk. Kérlek, hogy semmit ne végy, Ne légy könnyelmű azt nem szabad! Nékem egy csókod elég, Legszebb ajándék te vagy magad. | Hát majd éjfél felé Vedd fel édes a legszebb ruhád, És szíved fölé Legyen kitűzve egy szál virág. Majd éjfél után Szívből kívánunk tengernyi jót, S még annyit csupán: Legyen száz ilyen évfordulód! |

## Felvételek
Magyar felvételek:
- Juventino Rosas:  Évforduló keringő. Putnoki Gábor  YouTube (2016. június 12.)  (Hozzáférés: 2017. augusztus 8.) (audió, magyar szöveg)
- Juventino Rosas:  Évforduló keringő. YouTube (2015. november 1.)  (Hozzáférés: 2017. augusztus 8.) (videó)
- Juventino Rosas:  Évforduló keringő. Máté György  YouTube (2016. február 2.)  (Hozzáférés: 2017. augusztus 8.) (videó)
- Juventino Rosas:  Évforduló keringő. Anton  YouTube (2010. június 12.)  (Hozzáférés: 2017. augusztus 8.) (audió, magyar szöveg, képek)
- Juventino Rosas:  Évforduló keringő. YouTube (2013. március 26.)  (Hozzáférés: 2017. augusztus 8.) (audió, képek)

Külföldi felvételek:
- Juventino Rosas:  Over the Waves. Vienna State Opera Orchestra, vezényel Franz Bauer-Theussel)  YouTube (2015. április 30.)  (Hozzáférés: 2017. augusztus 8.) (videó)
- Juventino Rosas:  Waltz "Over the Waves". Central Military Band of the Russian Ministry of Defence  YouTube (2009. március 27.)  (Hozzáférés: 2017. augusztus 8.) (videó)
- Juventino Rosas:  Over the waves waltz / original disc recording. YouTube (2014. április 3.)  (Hozzáférés: 2017. augusztus 8.) (audió)